# Accademia panamericana di storia della medicina
L'Accademia panamericana di storia della medicina è una società scientifica senza scopo di lucro, fondata il 24 agosto 2015 nell'Università di Costa Rica a San José de Costa Rica. Si compone di professori e ricercatori provenienti dalle scienza medica, biologiche e sociali.

## Obiettivi
Ha lo scopo di promuovere e sviluppare lo studio e la ricerca della storia della scienza medica in America. Inoltre, mira a rafforzare l'identità pan-americana e a evidenziare il contributo americano alla storia della medicina mondiale. La sua istituzione ha avuto origine da una proposta della Accademia di storia della medicina della Costa Rica (AHIMED) ed è stata sostenuta dalla Società internazionale per la storia della medicina (ISHM). È suo obiettivo che le 34 nazioni della Organizzazione degli Stati americani (OAS) siano rappresentate.

## Membri
Presidente dell'Accademia è Rolando Cruz Gutiérrez.
Presidenti onorari:
- Giorgio Zanchin (Italia)
- Ana María Rosso (Argentina)
- Carlos Viesca Treviño (Messico).

Vice presidenti onorari:
- María Isabel Rodríguez (El Salvador)
- Keith Moore (Canada)
- Rodolfo Florián Díaz (Argentina)
- Jose Carlos Prates (Brasile)
- Max Grinberg (Brasile)
- Alan Touwaide (Stati Uniti)
- Ricardo Cruz-Coke † (Cile)
- Humberto Guiraldes Del Canto (Cile)

## Congressi
- I Congresso panamericano di storia della medicina, 24-28 agosto 2015, San Jose, Costa Rica. Presidente: Rolando Cruz Gutiérrez.
- II Congresso panamericano di storia della medicina, 1-3 settembre 2016, Buenos Aires, Argentina. Presidente: Ricardo Jorge Losardo.